# Jan Białczyk
Jan Białczyk (ur. 27 maja 1948 w Targanicach, zm. 21 grudnia 2022) – polski biolog, samorządowiec, prof. dr hab.

## Życiorys
W 1973 ukończył studia na Uniwersytecie Jagiellońskim, w 1976 obronił pracę doktorską. 25 listopada 1996 habilitował się na podstawie pracy zatytułowanej Poduszeczka liściowa jako centrum przemian metabolicznych sterujących nyktinastycznym ruchem liści. 25 września 2009  uzyskał tytuł profesora nauk biologicznych. Został zatrudniony na stanowisku profesora nadzwyczajnego i kierownika w Zakładzie Fizjologii i Biologii Rozwoju Roślin na Wydziale Biochemii, Biofizyki i Biotechnologii Uniwersytetu Jagiellońskiego. Odznaczony Złotym Krzyżem Zasługi (1980), Medalem Komisji Edukacji Narodowej (2000) oraz Krzyżem Kawalerskim Orderu Odrodzenia Polski (2000).
Pochowany został 28 grudnia 2022 na Cmentarzu Rakowickim